# Жукляно-Кістерська Дача (заказник)
Жу́кляно-Кі́стерська Да́ча — гідрологічний заказник місцевого значення в Україні. Розташований у межах Корюківського району Чернігівської області, між селами Жукля і Козилівка.
Площа 3554 га. Статус присвоєно згідно з рішенням Чернігівської обласної ради від 11.04.2000 року. Перебуває у віданні ДП «Холминське лісове господарство» (Холминське л-во, кв. 20, 23-38, 44-47, 50-71).
Статус присвоєно для збереження лісового масиву на межиріччі Убіді та її лівої притоки — Кистер (Кістер). У деревостані переважає сосна; у домішку — береза, дуб. У східній частині заказника є заболочені ділянки та невеликі лісові озерця.